# 梅尔·本内特
梅尔文·P·本内特（英語：Melvin P. Bennett，1955年1月4日—），美国NBA联盟前职业篮球运动员。